# 伊藤弘
伊藤 弘（いとう ひろし、1965年〈昭和40年〉4月14日 - ）は、日本の海上自衛官。最終階級は海将。防大32期。

## 略歴
千葉県出身。1988年（昭和63年）3月に防衛大学校（32期）を卒業し、海上自衛隊入隊。防衛大学校訓練部長、第4護衛隊群司令、第151合同任務部隊指揮官、内閣審議官（国家安全保障局担当）、呉地方総監等を歴任し、2023年（令和5年）8月29日より第50代横須賀地方総監。2024年（令和6年）8月2日に退官し、現在東京海上日動顧問。

## 栄典
- 国家功労勲章　- 2023年（令和5年）10月17日[3]